# Ponte Little Belt

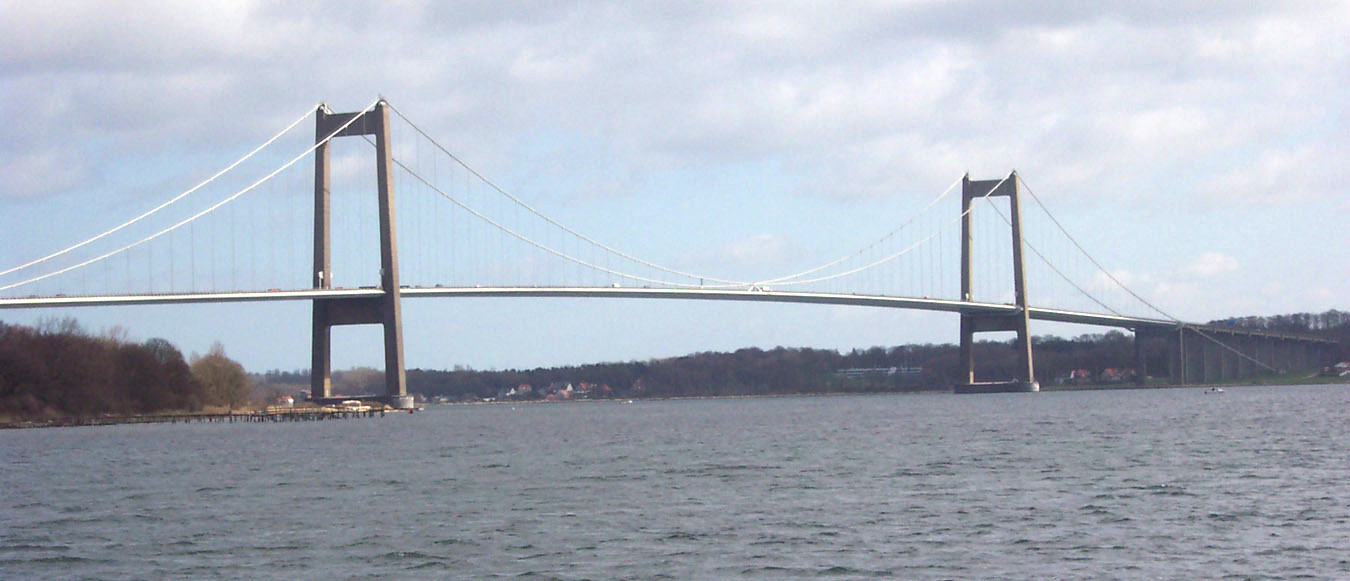

A Nova Ponte Little Belt (Nye Lillebæltsbro) é uma ponte pênsil que atravessa o estreito Pequeno Belt entre Jutlândia (Jylland) e a ilha de Funen (Fiónia). A ponte tem 1700 metros, o principal vão é de 600 metros, as torres alcançam uma altura de 120 metros, e a altura máxima do mar é de 44 metros.
A Nova Ponte Little Belt foi construída entre 1965 a 1970. Ela foi inaugurada pelo Rei Frederico IX da Dinamarca em 21 de outubro de 1970. 
A ponte foi construída para aliviar o congestionamento nas Velha Ponte Little Belt, devido ao crescente tráfego automóvel entre Jutlândia e Funen. É uma ponte auto-estrada sobre a E20 de três faixas, que transportam por oposição à única ruela da velha ponte. A ponte tem aquecedor na estrada coberta, de forma que possam ser mantidos livres de gelo e neve no inverno.